# Victoria (Australija)
Victoria (hrv. Viktorija) je država koja se nalazi u jugoistočnom kutu Australije. Iako je najmanja australska država, najgušće je naseljena i urbanizirana. Graniči s Novim Južnim Walesom i Južnom Australijom.
Sredinom 1950-ih u državi je popisano svega 208 Aboridžina.